# سی هاوارد
سی هاوارد (انگلیسی: Cy Howard; ۲۷ سپتامبر ۱۹۱۵ – ۲۹ آوریل ۱۹۹۳) فیلم‌نامه‌نویس، تهیه‌کننده فیلم و کارگردان فیلم اهل ایالات متحده آمریکا بود. وی همچنین برندهٔ جوایزی همچون جوایز امی ساعات پربیننده شده‌است.